# Aphaenogaster patruelis
Aphaenogaster patruelis é uma espécie de inseto do gênero Aphaenogaster, pertencente à família Formicidae.